# Aloe zeyheri
Aloe zeyheri é uma espécie de liliopsida do gênero Aloe, pertencente à família Asphodelaceae.